# Raudań (gmina)
Raudań (także Raudańska) – dawna gmina wiejska istniejąca na przełomie XIX i XX wieku w guberni suwalskiej. Siedzibą władz gminy był Raudań (lit. Raudonė), a następnie Niemonajcie.
Za Królestwa Polskiego gmina Raudań należała do powiatu kalwaryjskiego w guberni suwalskiej. 31 maja 1870 do gminy przyłączono kilka wsi z gminy Ludwinów.
Po odzyskaniu niepodległości przez Polskę i Litwę powiat kalwaryjski na podstawie umowy suwalskiej wszedł 10 października 1920 w skład Litwy.